# Wahlstorf (Mecklenburg)
Wahlstorf (Mecklenburg) este o comună din landul Mecklenburg-Pomerania Inferioară, Germania.